# Římskokatolická farnost Kunratice u Cvikova
Římskokatolická farnost Kunratice u Cvikova (něm. Kunnersdorf) je církevní správní jednotka sdružující římské katolíky na území obce Kunratice u Cvikova a v jejím okolí. Organizačně spadá do českolipského vikariátu, který je jedním z 10 vikariátů litoměřické diecéze. Centrem farnosti je kostel Povýšení svatého Kříže v Kunraticích u Cvikova.

## Historie farnosti
V roce 1366 byla v Kunraticích zřízena plebánie. V roce 1784 zde byla zřízena lokálie, spadající pod cvikovskou farnost. Kostel v dnešní podobě byl vybudován ve 30. letech 19. století na místě kostela staršího. V roce 1851 se z Kunratic stala samostatná farnost. Ve 20. století začala být farnost administrována ze Cvikova, a tak je tomu dodnes.

### Duchovní správcové vedoucí farnost
Začátek působnosti jmenovaného v duchovní správě farnosti od:
- 1358 Petrus
- Joannes, † 1368
- 1368 Joannes
- Herrmannus, † 1413
- 1413 Gallus
- 1418 Nicolaus z Jablonné
- Simon
- 1425 Joannes
- 1784 cap. loc. Ferd. Hyppolit. Weber, O. Serv. B.V.M.
- 1788 cap. loc. Wenc. Chmel, O. P., † 3. 6. 1816
- 1812 cap. loc. Jos. Franzl n. 10. 10. 1784 Johnsdorf, o. 30. 8. 1808, † 18. 8. 1856
- 1825 cap. loc. Candid. Unterstein, n. 26. 10. 1793 Toeplens., o. 14. 8. 1818
- 1836 cap. loc. Jos. Hellmann, n. 1. 1. 1794 Klumens, o. 23. 8. 1818
- 1840 cap. loc. vacat
- 1841 cap. loc. Joann. Gebhard, n. 29. 9. 1797 Doupov, o. 24. 8. 1821, † 26. 8. 1848
- 1849 cap. loc. Jac. Jakowitz, n. 22. 10. 1806 Reichenberg, o. 3. 8. 1833, † 23. 8. 1891
- 1852 proto-par. (prvo-farář) Jacobus Jakowitz, n. 22. 10. 1806 Reichenberg, o. 3. 8. 1833, † 23. 8. 1891
- 1892 par. vacat, admin. int. Eduard. Settmacher
- 1993 Aug. Müller, n. 15. 5. 1850 Nixdorf. o. 19. 7. 1873, † 23. 4. 1899
- 1900 par. vacat, admin. inter. Ignat. Göhlert
- 1901 Ferd. Horák, n. 19. 1. 1866 Ml. Boleslav, o. 27. 5. 1888, † 18. 3. 1932
- 1916 par. vacat admin. interc. Joann. Reissig
- 1917 Bern. Röttger, n. 9. 4. 1874 Neu Warendorf (G), o. 17. 7. 1904, † 15. 8. 1926
- 1926 par. vacat, admin. inter. exc. Anton Vater
- 1927 Henr. Endler, n. 8. 11. 1887 Klein Nixdorf, o. 13. 7. 1913, † 6. 11. 1934
- 1935 par. vacat, admin. exc. Rud. Hocke
- 1. 7. 1936 Anton Fritsche, n. 23. 4. 1904 Altehrenberg, o. 27. 6. 1930 exil Ranoldsberg
- 1. 8. 1946 Erwin. Pius Bundschuh
- 8. 2. 1948 Jan Pohl
- 1. 3. 1951 František Rabas
- 1. 4. 1953 Vojtěch Noll
- 1. 5. 1953 Alois Frajt
- 8. 3. 1955 Karel Červinka
- 1. 5. 1955 Josef Dobiáš
- 15. 3. 1965 Jan Pohl
- 13. 11. 2007 Rudolf Repka, admin. exc. ze Cvikova[1]

Kromě kněží stojících v čele farnosti, působili ve farnosti v průběhu její historie i jiní kněží. Většinou pracovali jako farní vikáři, kaplani, katecheté, výpomocní duchovní aj.

## Římskokatolické sakrální stavby na území farnosti
| Fotografie | Stavba                    | Místo               | Bohoslužby                      | Zeměpisné souřadnice            | Status       | Číslo kulturní památky           |
| Kostel | Kostel                    | Kostel              | Kostel                          | Kostel                          | Kostel       | Kostel                           |
| --- | ------------------------- | ------------------- | ------------------------------- | ------------------------------- | ------------ | -------------------------------- |
| | Kostel Povýšení sv. Kříže | Kunratice u Cvikova | bližší informace o bohoslužbách | 50°46′3″ s. š., 14°40′41″ v. d. | farní kostel | 23207/5-3080 (Pk•MIS•Sez•Obr•WD) |
| Některé drobné sakrální stavby a pamětihodnosti lze dohledat zde v databázi Drobné sakrální památky Zaniklé sakrální stavby lze dohledat zde v databázi Poškozené a zničené kostely, kaple a synagogy v České republice |                           |                     |                                 |                                 |              |                                  |

Ve farnosti se mohou nacházet i další drobné sakrální stavby, místa římskokatolického kultu a pamětihodnosti, které neobsahuje tato tabulka.

## Příslušnost k farnímu obvodu
Z důvodu efektivity duchovní správy byl vytvořen farní obvod (kolatura) farnosti Cvikov, jehož součástí je i farnost Kunratice u Cvikova, která je tak spravována excurrendo. Přehled těchto kolatur je v tabulce farních obvodů českolipského vikariátu.